# Gibril Massaquoi
Gibril Massaquoi (* 20. Jahrhundert) ist ein ehemaliger sierra-leonischer Rebell im Bürgerkrieg in Sierra Leone. 
Massaquoi war in führender Position bei der Revolutionary United Front (RUF) und zuletzt deren Pressesprecher.
Als Kronzeuge vor dem Sondergerichtshof für Sierra Leone gegen diverse Rebellenführer, unter anderem der RUF, genoss Massaquoi für seine eigenen Taten in Sierra Leone Straffreiheit. Im März 2020 wurde er in Tampere in Finnland verhaftet. Er soll sich wegen Mordes und Rekrutierung von Kindersoldaten in den Jahren 1999 bis 2003 im Nachbarland Liberia verantworten. Der Verhaftung vorausgegangen waren jahrelange Recherchen der Menschenrechtsorganisation Civitas Maxima. Er wurde Mai 2022 von allen Vorwürfen freigesprochen.